# Martin Truchseß von Wetzhausen
Martin Truchseß von Wetzhausen (1435, † 5 janvier 1489 à Königsberg), est le trente-quatrième grand maître (magister generalis) de l’ordre Teutonique de 1477 à 1489.